# Escuela de Bellas Artes de Atenas
La Escuela de Bellas Artes de Atenas (ASFA; en griego: Ανωτάτη Σχολή Καλών Τεχνών, ΑΣΚΤ: Ανωτάτη Σχολή Καλών Τεχνών, ΑΣΚΤ, literalmente: Escuela más Alta de Bellas Artes), es la primera escuela de Arte en Grecia cuyo objetivo principal es desarrollar los talentos artísticos de su alumnado. Fue fundada en enero de 1837 y en 1930, cuando George Papandréu fue Ministro de Educación, se convirtió en una Institución de Educación Superior Independiente equivalente a la Universidad Técnica Nacional de Atenas.

## Historia
La Escuela de Bellas Artes de Atenas estuvo establecida el 12 de enero de 1837 con el nombre Escuela para las Artes. Al principio, la Escuela incluía tres departamentos: la Escuela de Artesanías (jornada parcial), la Escuela de Oficios Industriales (jornada completa) y la Escuela de Bellas Artes (jornada completa de enseñanza superior).
El tercer departamento fue el verdadero antecesor de la actual Escuela de Bellas Artes y comenzó a funcionar como un escolar diario en 1840. En este departamento se daban clases de pintura, escultura, arquitectura, litografía, xilografía, geometría y cartografía. En este mismo año la Duquesa de Plaisance, que vivía en Grecia, contribuyó en la mejora de la escuela y enriqueció el programa de la escuela con los nuevos tipos de clases de pintura. También, invitó a las escuela al pintor francés Pierre Bonirote (uno de los estudiantes del pintor Jean Auguste Dominique Ingres) con el fin de dar cursos de pintura al óleo al alumnado. Bonirote era profesor en esta escuela hasta el 1843.
En 1843 la Escuela de Bellas Artes estuvo promovida en Escuela de Educación Superior cuyos estudios tendrían una duración de cinco años. El director de la Escuela era el arquitecto famoso Lissandros Kautantzoglou. Durante los años 1844 y 1862 el programa de estudios estuvo influido por las Academias de Bellas Artes europeas en las cuales se enseñaba el neoclasicismo. Algunos de los estudiantes de esta época, luego se convirtieron a profesores, como por ejemplo Nikiforos Lytras y Nicholaos Gysis.
En 1872, después de una donación de George Averoff, un edificio nuevo en la Avenida Patission estuvo construida aquello que más tarde se nombró Universidad Técnica Nacional de Atenas.
En 1910 la facultad adquirió la independencia del nombrado Universidad Técnica Nacional. Este mismo año las primeras cuatro mujeres estuvieron aceptadas a la Escuela de Bellas artes.
En 1923, el director nuevo, Nikolaos Lytras, reorganizó los talleres para darles más independencia y estilos más nuevos de pintar.
En 1929 Konstantinos Parthenis empezó dar clase en la escuela. Sus lecciones eran mayoritariamente sobre el análisis de percepción visual y la transformación plástica de la información visual. Muchos artistas famosos estuvieron ocupados en la Escuela: el escultor Costas Dimitriadis, el engraver Yannis Kefallinos, el escritor e historiador Pantelis Prebelakis. Desde 1947 Yiannis Moralis, Georgios Mauroidis, Constantinos Grammatopoulos, Spyros Papaloukas, Panayiotis Tetsis, Nikos Kessanlis, Dimitris Mytaras, Georgios Nikolaidis, Ilias Dekoylakos y el arquitecto Savvas Kontaratos enseñaban los principios de Arte Griego Moderno.
En 1930, el ministro de Educación Georgios Papandreou completamente renovó la escuela y la dio su nombre actualː Escuela de Bellas Artes de Atenas (Ανώτατη Σχολή Καλών Τεχνών).

## Facultades
La Escuela de Bellas Artes está compuesta por dos facultades, la Facultad de Artes Visuales y Plásticas y la Facultad de Teoría del Arte. El departamento de Teoría del Arte era fundado por el Decreto Presidencial 486/1991 (Boletín Oficial 177/A) y empezó a operar por primera vez el año académico 2006-2007 y según el PD 129/2009 el año 2009 pasó a llamarse Facultad de Teoría e Historia del Arte.

## Facultad de artes visuales y plásticas

### Departamento de pintura
- Laboratorio de pintura
- Taller de pintura A
- Taller de pintura B
- Taller de pintura C
- Taller de pintura D
- Taller de pintura F
- Taller de pintura G
- Taller de pintura H
- Taller de pintura I
- Escenografía
- Mosaico
- Fresco y Técnica de Imágenes Portátiles
- Multimedia - Hipermedia
- Boceto

### Departamento de escultura
- Taller de Escultura A
- Taller de Escultura B
- Taller de Escultura C
- Taller de Técnicas de Yeso
- Taller de Cerámica
- Taller de Mármol
- Taller de Metal
- Taller de Carpintería

### Departamento de grabado
- Taller de Grabado A
- Taller de Grabado B
- Artes gráficas - Tipografía y arte del libro
- Fotografía: fotografía analógica y digital en el arte moderno[4]

## Facultad de Teoría e Historia del Arte
- Historia del arte
- Enseñanza de la Teoría del Espacio
- Historia de la Arquitectura
- Introducción a la Filosofía y la Estética
- Idiomas extranjeros
- Pedagogía y Psicología de la Educación

## Programas de posgrado
- Master of Digital Art, la mejora del arte contemporáneo y la investigación tecnológica y la producción de nuevos conocimientos en el área de Arte Digital.[5]
- Master of Fine Arts, su objetivo es la especialización y profundización de las cuestiones artísticas, así como la mejora de la investigación artística contemporánea en el área de Artes Visuales.[6]
- Master of Art, Virtual Reality and Multifunctional Systems of Artistic Expression.[7] Programa de Posgrado en Griego y Francés sobre el Arte y la Tecnología de la Imagen.

## Alumnos destacados
- Athanasios Apartis (1899–1972), escultor
- Georgios Bonanos (1863–1940), escultor
- Yannoulis Chalepas (1851–1938), escultor
- Vasileios Hatzis (1870–1915), pintor
- Giorgio de Chirico (1888–1978), pintor
- Demetrios Farmakopoulos (1919–1996), pintor
- Alekos Fassianos (nacido en 1935), pintor
- Dimitrios Geraniotis (1871–1966), pintor
- Giorgios Gounaropoulos (1890–1977), pintor
- Nikolaos Gyzis (1842–1901), pintor
- Georgios Jakobides (1853–1932), pintor
- Vaso Katraki (1914–1988), grabadora
- Aggelika Korovessi (nacido en 1952), escultor
- Ioannis Kossos (1822–1875), escultor
- Sophia Laskaridou (1882–1965), pintora
- Nikiforos Lytras (1832–1904), pintor
- Yiannis Moralis (1916–2009), pintor
- Dimitris Mytaras (nacido en 1934), pintor
- Aglaia Papa (1904–1984)
- Theodoros Papagiannis (nacido en 1942), escultor
- Heleni Polichronatou (nacido en 1959)
- Georgios Prokopiou (1876–1940), pintor
- Georgios Roilos (1867–1928), pintor
- Michael Tombros (1889–1974), escultor
- Yannis Tsarouchis (1910–1989), pintor
- Spyridon Vikatos (1878–1960), pintor
- Evángelos Odysséas Papathanassíou(1943-2022),	Compositor de bandas sonoras, tecladista, productor discográfico, compositor, pintor y músico Ver y modificar los datos en Wikidata